# كأس ديفيز 1997
كأس ديفيز 1997 هو الموسم 86 من  كأس ديفيز. أقيم خلال الفترة 7 فبراير 1997 وحتى 30 نوفمبر 1997، وفاز فيه منتخب السويد لكأس ديفيز.